# Autoba dispar
Autoba dispar là một loài bướm đêm trong họ Erebidae.